# 싸이올레이스
싸이올레이스(thiolase) 또는 β-케토 싸이올레이스(β-keto thiolases) 또는 아세틸-코엔자임 A 아세틸 트랜스퍼라아제(ACAT,acetyl-coenzyme A acetyltransferases)로도 알려진 싸이올레이스는 메발론산 경로(mevalonate pathway)에서 케토아실-CoA를 두 단위의  아실-CoA와 아세틸-CoA로 분해 전환시키는 효소이다. β산화주기에서 최종적으로 아세틸-CoA들로의 분해과정이다.

## 베타 산화
지질대사에서 아세틸-CoA를 생성하는 베타산화의 마지막단계이며 싸이올분해(thiolysis)에 해당한다.
β산화 각 주기에서는 아실-CoA가 탄소 원자 두 개씩 짧아지고, FADH2와 NADH, 아세틸-CoA 각각 한 분자가 생성된다.

## 메르캅토
메르캅토(sulfanyl,화학식 -HS)인 CoA-SH 기가 싸이올레이스와 함께 관여한다.
|  |

## 같이 보기
- 3-하이드록시아실-CoA 탈수소효소

## 참고 문헌
- 김언정. "Structural insight into high level production of hexanoate by thiolase from Megasphaera hexanoica" VOL.- NO.- 2016